# Sawa (Kosanović)
Sawa, imię świeckie Sava Kosanović (ur. 27 stycznia 1839 w Miljaniciach, zm. 13 lutego 1903 w Ulcinju) – serbski biskup prawosławny, w latach 1881–1885 metropolita Dabaru i Bośni.

## Życiorys
Syn zamożnego chłopa Kiko Kosanovicia i jego żony Cvijety. Wcześnie stracił ojca, który zginął w potyczce z Turkami, i był wychowywany jedynie przez matkę. Edukację podstawową odebrał w szkole przy monasterze Žitomislić w 1846, następnie udał się do Mostaru, by nauczyć się zawodu piekarza. Zdecydowany wstąpić do stanu duchownego, wrócił do monasteru i został w nim posłusznikiem, lecz nie złożył wieczystych ślubów mniszych, gdyż jego dawny nauczyciel Jovan Stojković pomógł mu wyjechać do Belgradu na dalszą naukę teologii. W 1860 ukończył z wyróżnieniem seminarium duchowne w Belgradzie, bez powodzenia starał się dostać na studia wyższe na akademię duchowną w Zadarze lub w Kijowie. Ostatecznie podjął pracę nauczyciela w Mostarze, po czym ożenił się i jako mężczyzna żonaty przyjął święcenia diakońskie oraz kapłańskie (z rąk metropolity Dabaru i Bośni Ignacego) i rozpoczął pracę duszpasterską w Sarajewie, a następnie ponownie w Mostarze; równocześnie nadal pracował w szkole serbskiej. W 1866 zmarła jego małżonka i dwoje dzieci (córka i syn), co skłoniło go do wstąpienia do monasteru. Wieczyste śluby mnisze złożył 19 czerwca 1872. W tym samym roku otrzymał godność archimandryty, powierzono mu również nadzór nad serbskimi szkołami w Sarajewie i prowadzenie w nich zajęć z katechezy.
W 1881 został wybrany na metropolitę Dabaru i Bośni, drugiego od 1766 hierarchę na tej katedrze narodowości serbskiej. Jego chirotonia odbyła się 10 kwietnia tego samego roku w sarajewskim soborze katedralnym. Rok po chirotonii utworzył w Sarajewie konsystorz metropolitalny, a następnie seminarium duchowne w Reljevie, w majątku, który sam przekazał dla szkoły, otwartej w 1884.
Metropolita Dabaru i Bośni znalazł się szybko w konflikcie z austriacką okupacyjną administracją w Bośni i Hercegowinie. W ocenie władz austriackich był osobą podejrzaną z uwagi na swoje wcześniejsze wyjazdy do Rosji, gdzie udawał się po pomoc finansową dla Serbów bośniackich, jak również z powodu znakomitych relacji, jakie utrzymywał z metropolitą belgradzkim Michałem, którego poznał jeszcze jako słuchacz belgradzkiego seminarium. Metropolita Sawa zarzucał ponadto władzom austriackim tolerowanie polityki prozelityzmu prowadzonej przez katolickiego arcybiskupa sarajewskiego Josefa Stadlera. Na działalność katolików ukierunkowaną na pozyskiwanie nowych wiernych z grona prawosławnych bośniackich Serbów skarżył się do patriarchy Konstantynopola, jak również do cesarza Franciszka Józefa.
W 1885, pod naciskiem władz austro-węgierskich, zrezygnował z urzędu i wyjechał z Sarajewa. Zamieszkał w Ulcinju, gdzie też zmarł.